# Алфатар (община)
Алфатар (болг. Община Алфатар) — община в Болгарии. Входит в состав Силистренской области. Население составляет 3251 человек (на 15 сентября 2010 года). Площадь общины — 248 км². Расположена в историко-географической области Южная Добруджа.
Кмет (мэр) общины Алфатар — Радка Георгиева Желева (Болгарская социалистическая партия (БСП)) по результатам выборов 2007 года.

## Состав общины
В состав общины входят следующие населённые пункты:
1. Алеково
2. Алфатар
3. Бистра
4. Васил-Левски
5. Кутловица
6. Цар-Асен
7. Чуковец